# Markus Schauer
Markus Schauer (* 28. April 1967 in Rettenbach) ist ein deutscher Altphilologe.

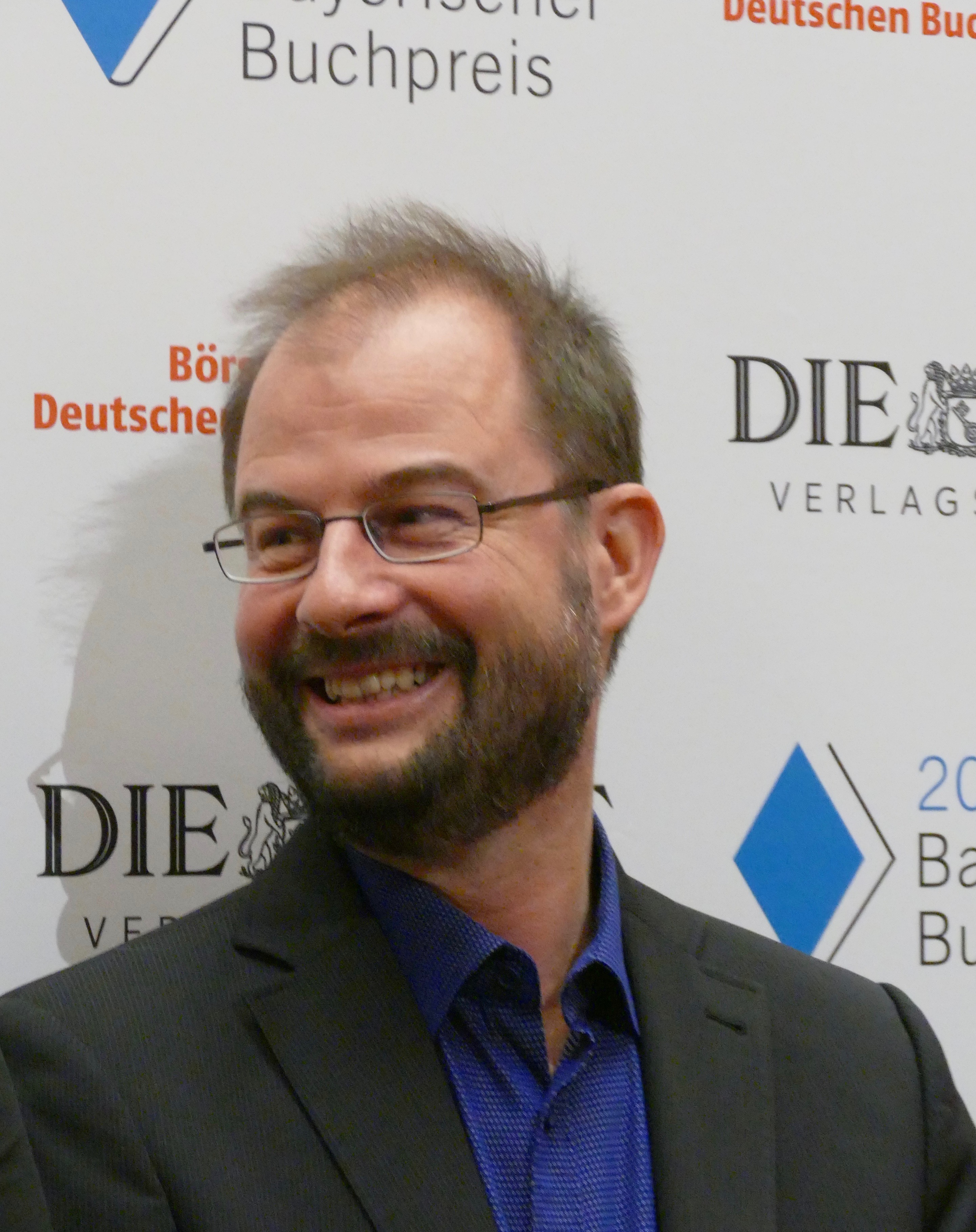
Markus Schauer war beim Bayerischen Buchpreis 2016 nominiert in der Kategorie Sachbuch für „Der Gallische Krieg“.

## Leben
Schauer studierte zwischen 1988 und 1995 an der Ludwig-Maximilians-Universität München die Fächer Klassische Philologie, Philosophie, Universitäts- und Bildungsgeschichte und Geschichte der Naturwissenschaften. Nach dem Ersten Staatsexamen (Fächer Latein und Griechisch) 1995 arbeitete er als Wissenschaftlicher Assistent am Lehrstuhl von Werner Suerbaum. 1996 legte er das Magisterexamen in den Fächern Philosophie, Griechische Philologie und Lateinische Philologie ab. In den Folgejahren überarbeitete er die Standardgrammatik zu Cicero und Caesar von Hermann Menge gemeinsam mit Thorsten Burkard grundlegend neu, die seit 2020 bereits in der 6. Auflage vorliegt. 2002 wurde er bei Ernst Vogt und Dieter Bremer mit der Dissertation Tragisches Klagen. Form und Funktion der Klagedarstellung bei Aischylos, Sophokles und Euripides promoviert. Anschließend wechselte er als Wissenschaftlicher Mitarbeiter an die Freie Universität Berlin, wo er sich 2006 habilitierte. Seine Habilitationsschrift Aeneas dux in Vergils Aeneis: eine literarische Fiktion in augusteischer Zeit erschien 2007 in der Reihe Zetemata. Nach Lehrstuhlvertretungen an den Universitäten Hamburg und Köln wurde er 2008 in Köln zum W2-Professor für Klassische Philologie (Schwerpunkt Latinistik) berufen. Bereits 2009 wechselte er auf eine W3-Professur für Klassische Philologie / Schwerpunkt Latinistik an der Universität Bamberg.
Seine Forschungen bewegen sich vor allem im Bereich der klassischen lateinischen Literatur und deren Vermittlung im Gymnasialunterricht sowie der Relevanz der Beschäftigung mit antiken Diskursen. Darüber hinaus ersetzen die unter seiner Ägide entstandenen Neueditionen der Fragmente der römischen Tragiker in vier Bänden (Tragicorum Romanorum Fragmenta) die veraltete Edition von Otto Ribbeck aus dem 19. Jahrhundert.
Im Bereich der Fachdidaktik tritt Schauer vor allem durch die Clavis Didactica, eine kommentierte Bibliographie zur Didaktik des Latein- und Griechischunterrichts, sowie als Herausgeber des Lehrwerks Adeamus! (Cornelsen Verlag) in 4 Ausgaben hervor. 2023 gab er gemeinsam mit Stefan Kipf das Fachlexikon zum Latein- und Griechischunterricht als grundlegendes und umfangreiches Nachschlagewerk heraus.
Von 2019 bis 2021 wirkte er als Schriftleiter der Zeitschrift Forum Classicum; seit 2013 ist er zudem bereits Mitherausgeber des Rheinischen Museum und der Beihefte des Göttinger Forum für Altertumswissenschaft.

## Veröffentlichungen (Auswahl)
- zusammen mit Andreas Müller: Bibliographie zum Lateinunterricht/Griechischunterricht. Clavis Didactica Latina/Graeca, hrsg. F. Maier, C.C. Buchner Verlag. Bamberg 1994/1996.
- zusammen mit Stefan Kipf: Bibliographie zum Lateinunterricht 2. Clavis Didactica Latina II, C.C. Buchner Verlag. Bamberg 2011.
- Tragisches Klagen. Form und Funktion der Klagedarstellung bei Aischylos, Sophokles und Euripides (= Classica Monacensia 26). Gunter Narr Verlag, Tübingen 2002, ISBN 3-8233-4885-X.
- Aeneas dux in Vergils Aeneis. Eine literarische Fiktion in augusteischer Zeit (= Zetemata 128). Verlag C.H. Beck, München 2007, ISBN 978-3-406-56483-3.
- Tragicorum Romanorum Fragmenta, vol. 1: Livius Andronicus. Naevius. Tragici Minores. Fragmenta Adespota, ed. M. Schauer. Vandenhoeck & Ruprecht, Göttingen 2012, ISBN 978-3-525-25026-6. [Editio altera ed. G. Manuwald 2023]
- mit Thorsten Burkard: Lehrbuch der lateinischen Syntax und Semantik. Begr. von Hermann Menge. Wissenschaftliche Buchgesellschaft, 6. Auflage Darmstadt 2020, ISBN 978-3-534-27245-7.
- Der Gallische Krieg – Geschichte und Täuschung in Caesars Meisterwerk. Verlag C.H. Beck, München 2016, ISBN 978-3-406-68743-3.
- mit Volker Berchtold: Adeamus! Unterrichtswerk, in vier Ausgaben. Oldenbourg/Cornelsen Schulverlage, München/Berlin 2016–2022.
- Triumvirat. Der Kampf um das Imperium Romanum. Caesar, Crassus, Pompeius, Verlag C.H. Beck, München 2023, ISBN 978-3-406-80645-2.
- zusammen mit Stefan Kipf (Hrsg.): Fachlexikon zum Latein- und Griechischunterricht (= utb 5819), Narr Francke Attempto Verlag, Tübingen 2023, ISBN 978-3-8252-5819-1.